# Schach auf dreieckigen Feldern
Schach auf dreieckigen Feldern oder kurz Dreiecks-Schach ist eine Gruppe von Varianten des Schachspiels, welche auf Brettern gespielt wird, deren Einzelfelder gleichseitige Dreiecke darstellen. Drei Varianten – Triangular Chess, Tri-Chess für zwei und Tri-Chess für drei Spieler – wurden 1986 von George R. Dekle d. Ä. erfunden und im World Game Review Nr. 10 von Michael Keller veröffentlicht. Die vierte hier vorgestellte Variante – Jester’s Game – wurde aus deren Vorgänger (dem 1974 erfundenen Noris-Schach) heraus entwickelt und 2004 online veröffentlicht.

## Varianten
Die Spielbretter können insgesamt regulär oder irregulär sechseckig, aber auch regulär dreieckig, rautenförmig und angenähert rechteckig sein. Bei einigen Versionen gibt es zusätzliche Reihen für die Ausgangspositionen, worin sie den Vierer-Schach-Brettern ähneln. Davon abgesehen sind die Kanten der Spielfelder meist gerade wie beim Standard-Schach, nicht jedoch gezackt wie beim Hexagonalschach. Eine Besonderheit etlicher Varianten stellt die Notation dar: die einzelnen Felder sind nicht durch zwei, sondern durch drei Koordinaten zu markieren, weil ansonsten die Positionen nicht eindeutig zu bestimmen sind. Die Horizontalen bzw. Reihen der Varianten von Dekle sind mit Buchstaben von a bis h bezeichnet, mit Ziffern von eins bis acht werden die jeweils in einem Winkel von sechzig Grad zur Horizontalen von links nach rechts fallenden bzw. ansteigenden Linien bezeichnet, dabei wird die Ziffer der fallenden Linie zuerst, die der ansteigenden als zweites notiert. z. B. bezieht sich die Notation a2 im Diagramm 1 auf weißen Läufer und weiße Dame zugleich. Erst die dritte Koordinate macht hier eine eindeutige Bestimmung der Position möglich: auf a-2-5 steht der Läufer, auf a-2-6 die Dame. Von Bedeutung ist auch, ob eine Figur zuerst durch eine Ecke oder über eine Kante zum Nachbarfeld zieht.
In den nachstehend beschriebenen Varianten sind die Züge der Türme jeweils mit rot markiert, die Läufer mit blau, die Springer mit Gelb. Violett und orange stehen für Felder, die von zwei verschiedenen Figuren zugleich bestrichen werden. Züge der Bauern sind durch kleine Kreise dargestellt, grün steht für stille Züge, rot für Schlagfelder. Halb und halb beschreibt die Situation, wenn den Bauern wegen des Erreichens eines Spielfeldrandes eigentlich keine stillen Züge mehr möglich sind; dann ziehen die Bauern den Spielfeldrand entlang, als ob sie schlagen, bis sie ein Umwandlungsfeld erreichen.

### Triangular Chess

#### Spielbrett und Ausgangsposition
Das Spielbrett des Triangular Chess besteht aus 96 dreieckigen Feldern, die gemeinsam ein reguläres Sechseck formieren. Jeder Spieler verfügt über einen Standardsatz von Schachfiguren mit drei zusätzlichen Bauern und einem „Einhorn“.

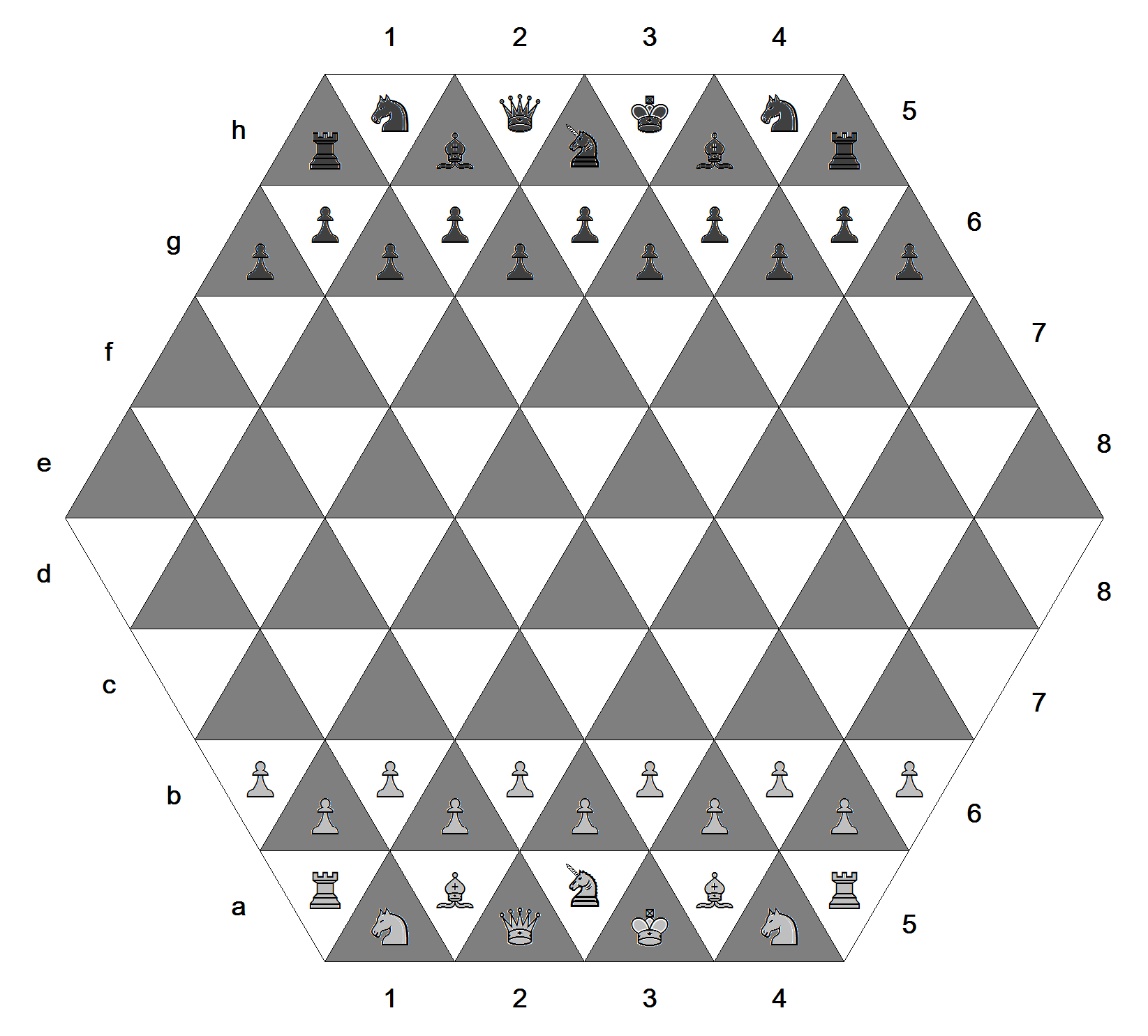
Triangular Chess: Schachbrett mit Ausgangsstellung
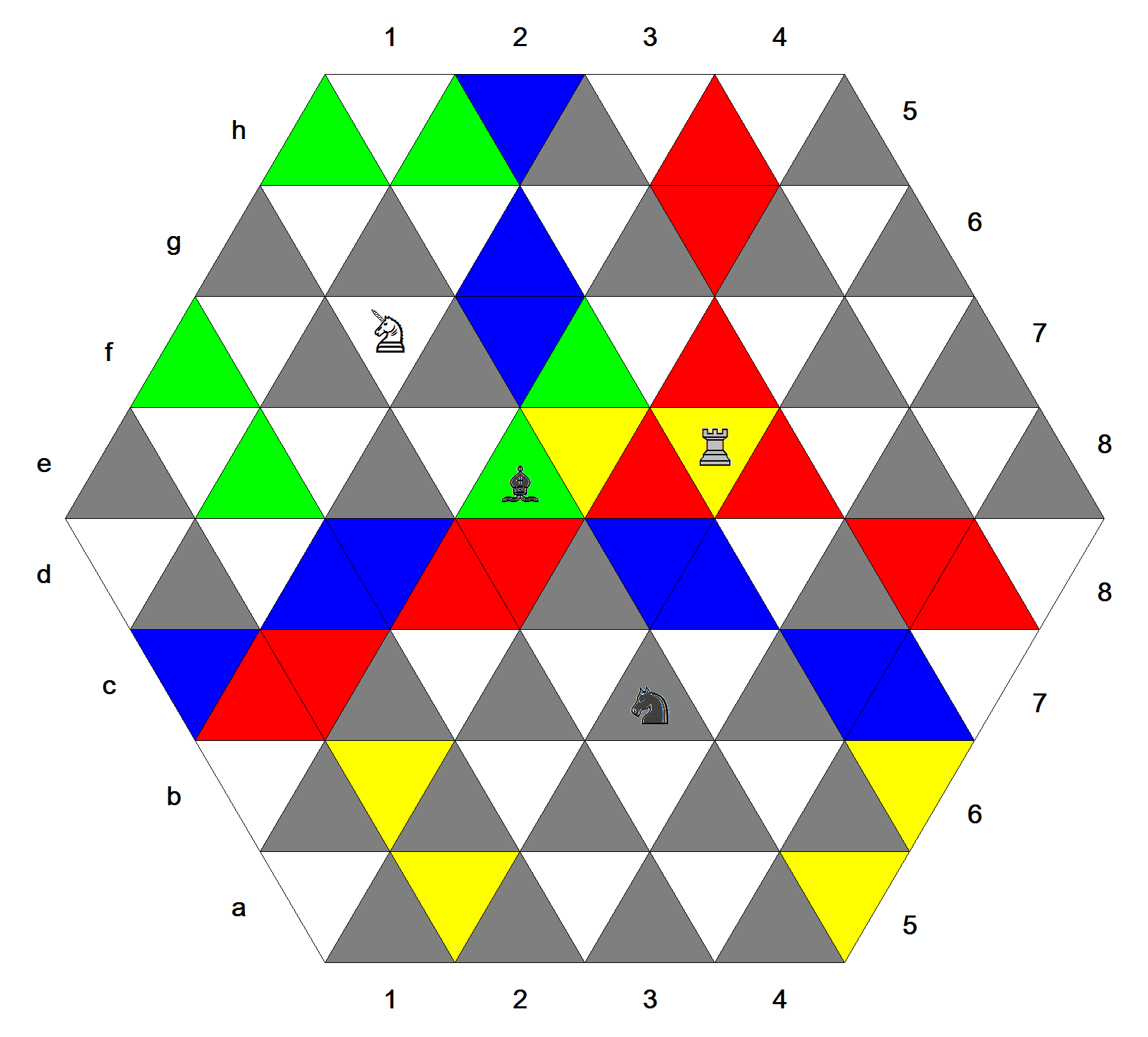
Triangular Chess: Züge von Läufer, Springer, Turm, Einhorn
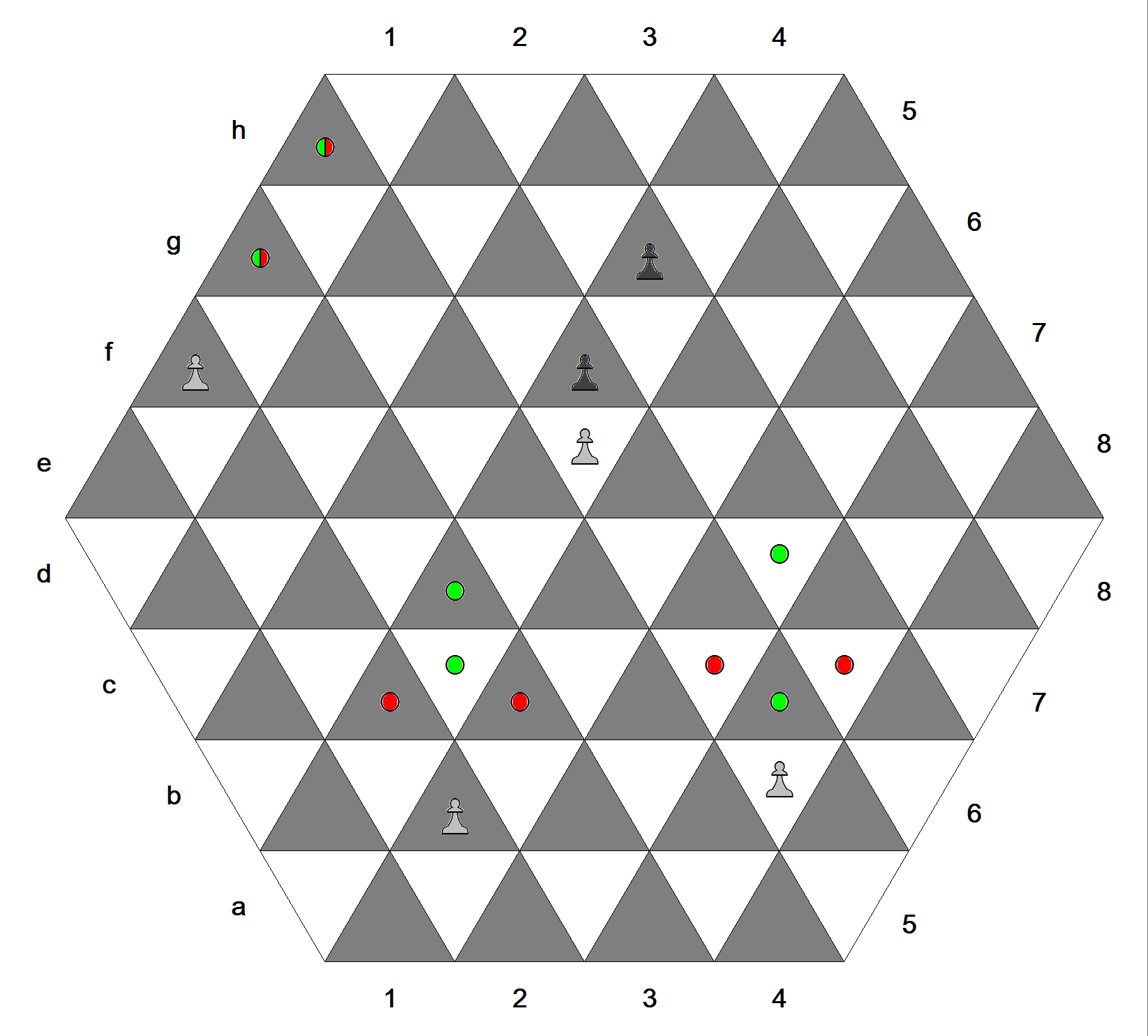
Triangular Chess: Züge der Bauern

#### Spielregeln
Wie im Schach zieht Weiß an, das Ziel ist, den gegnerischen König matt zu setzen. Auch andere Regeln des Schachs finden Anwendung, einschließlich der Rochade, dem anfänglichen Doppelzug der Bauern und damit dem en-passant-Schlagen und der Bauernumwandlung auf der letzten Reihe. Allerdings erfordert die Gestalt der Felder besondere Bewegungsmuster für die Figuren.

#### Die Züge der Figuren
- Ein Turm bewegt sich in gerader Linie, beginnend mit dem senkrechten Kreuzen einer Feldkante (drei Richtungen sind möglich).
- Ein Läufer bewegt sich in gerader Richtung, beginnend mit dem Durchqueren einer Feld-Ecke (drei Richtungen sind möglich). Auch sie können die Farbe ihrer Felder wechseln, im Gegensatz zum orthogonalen oder hexagonalen Schach.

Damit sind Läufer und Türme qualitativ gleichwertig, sie unterscheiden sich primär dadurch, ob sie zuerst über eine Kante (Turm) oder eine Ecke (Läufer) ziehen.
- Die Dame bewegt sich wahlweise wie Turm oder Läufer (Sechs Richtungen).
- Der König bewegt sich je einen Schritt wie die Dame. Bei der kurzen Rochade (0-0) bewegt sich der König zwei Schritte, bei der langen Rochade (0-0-0) drei Schritte auf die Türme zu.
- Ein Springer zieht wie folgt: zuerst ein Schritt wie ein Läufer ins nächste Feld, dann auf das nächste Feld gleicher Farbe wie das Zwischenfeld, jeweils vom Ausgangsfeld weg. Das Einhorn bewegt sich wie folgt: zuerst ein Schritt wie ein Turm ins nächste Feld, dann auf das nächste Feld gleicher Farbe wie das Zwischenfeld, jeweils vom Ausgangsfeld weg (grüne Felder). Dazwischenstehende Figuren werden von Springern und Einhörnern übersprungen.

Auch hier liegt der Unterschied primär im zuerst betretenen Feld, er äußert sich aber auch in der Reichweite der Figuren.
Bauern bewegen sich einen Schritt geradeaus nach vorn, egal ob durch eine Ecke oder senkrecht über eine Kante. Aus der Ausgangsstellung heraus kann der Bauer zwei Felder weit geradeaus ziehen. Bauern schlagen auf die zu ihren Ausgangsfeldern schräg vor ihnen liegenden gleichfarbigen Felder bzw. bieten dorthin Schach. Erreicht ein Bauer eine Feldkante, die kein Geradeausziehen mehr ermöglicht, bewegt er sich schrittweise weiter bis zur gegnerischen Grundlinie, als ob er schlägt, auch wenn er nur zieht. Dies ist der Gestalt des Spielfeldes als Sechseck geschuldet.

### Tri-Chess

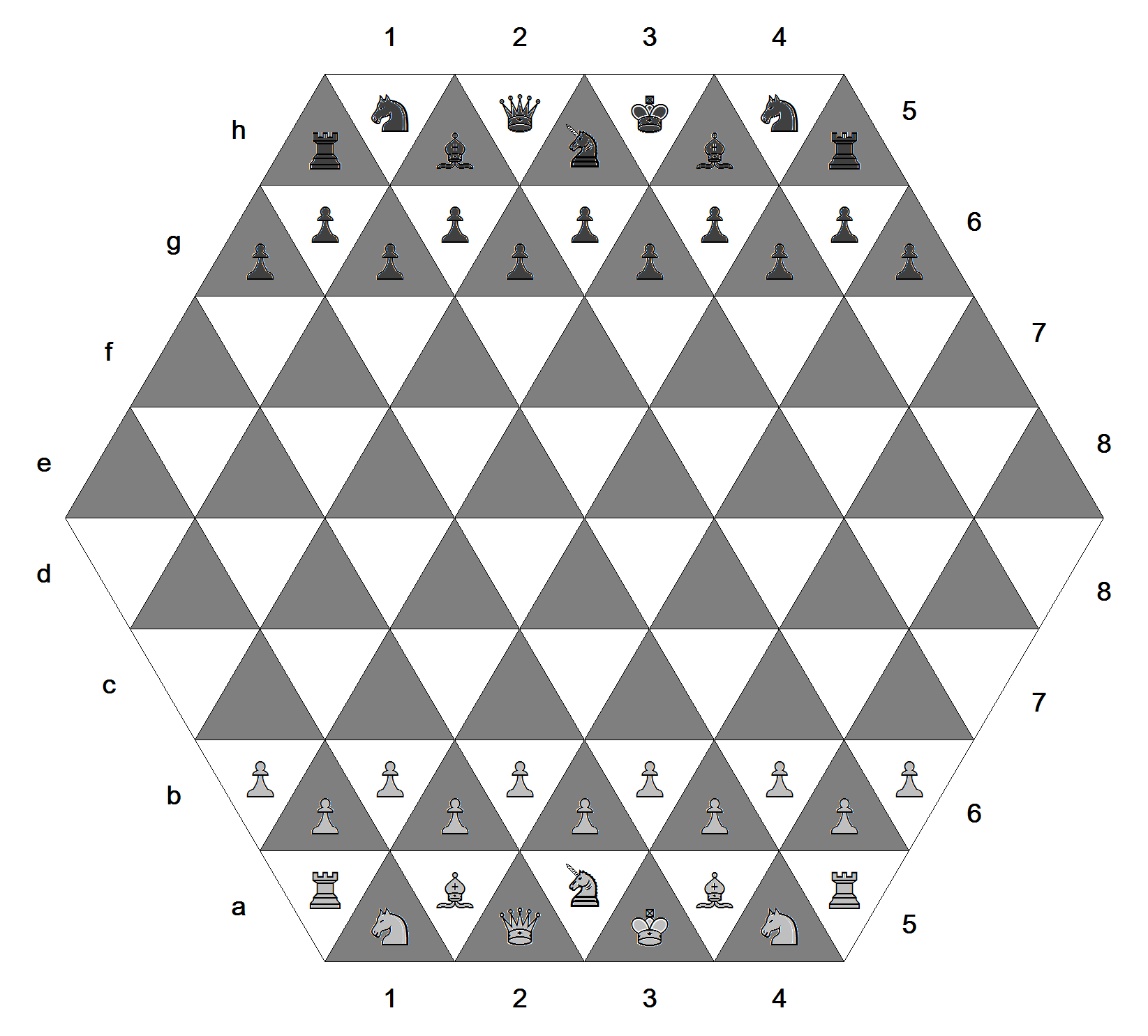
Tri-Chess für zwei Spieler: Ausgangsstellung
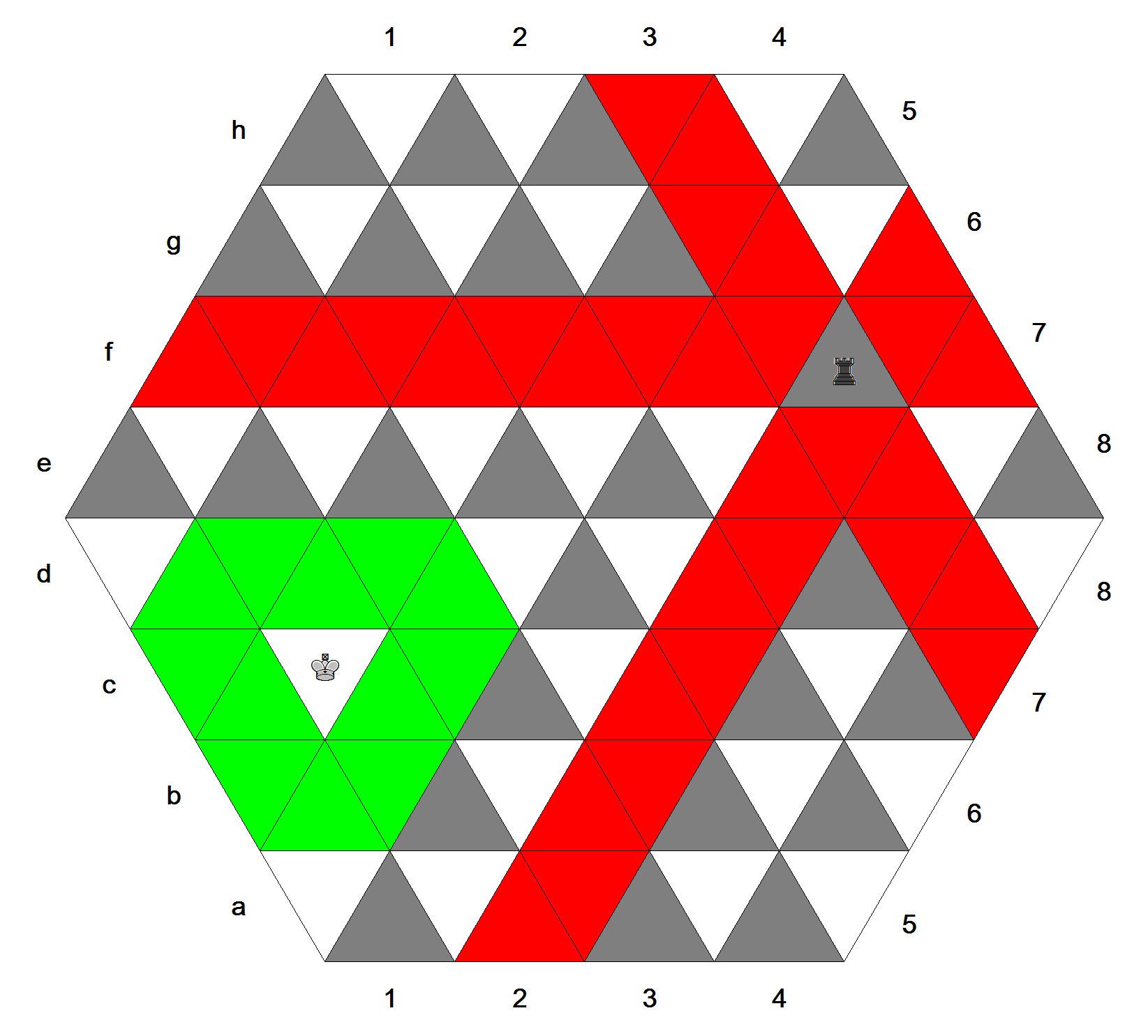
Tri-Chess für zwei Spieler: König und Turm
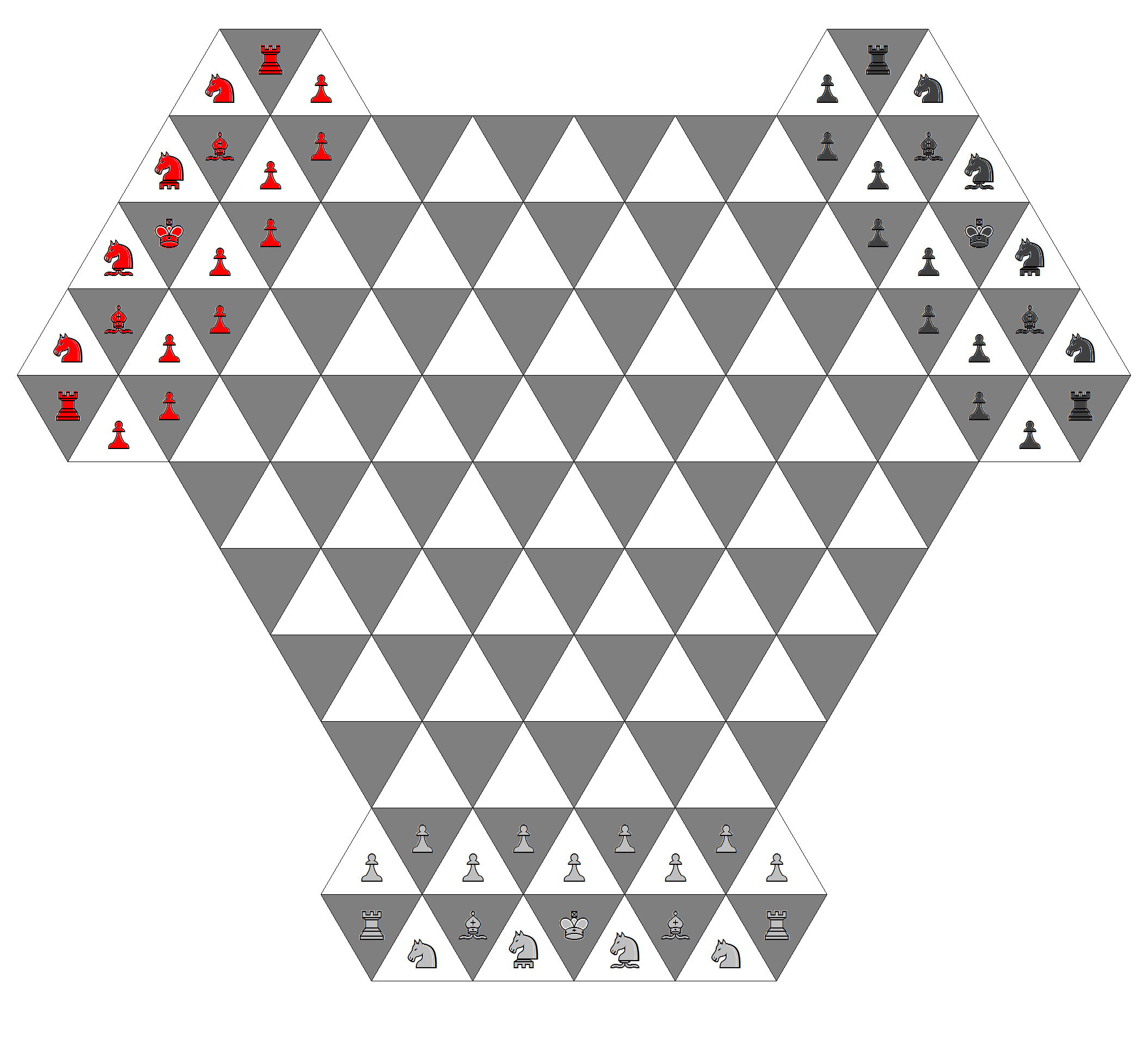
Tri-Chess für drei Spieler: Ausgangsstellung
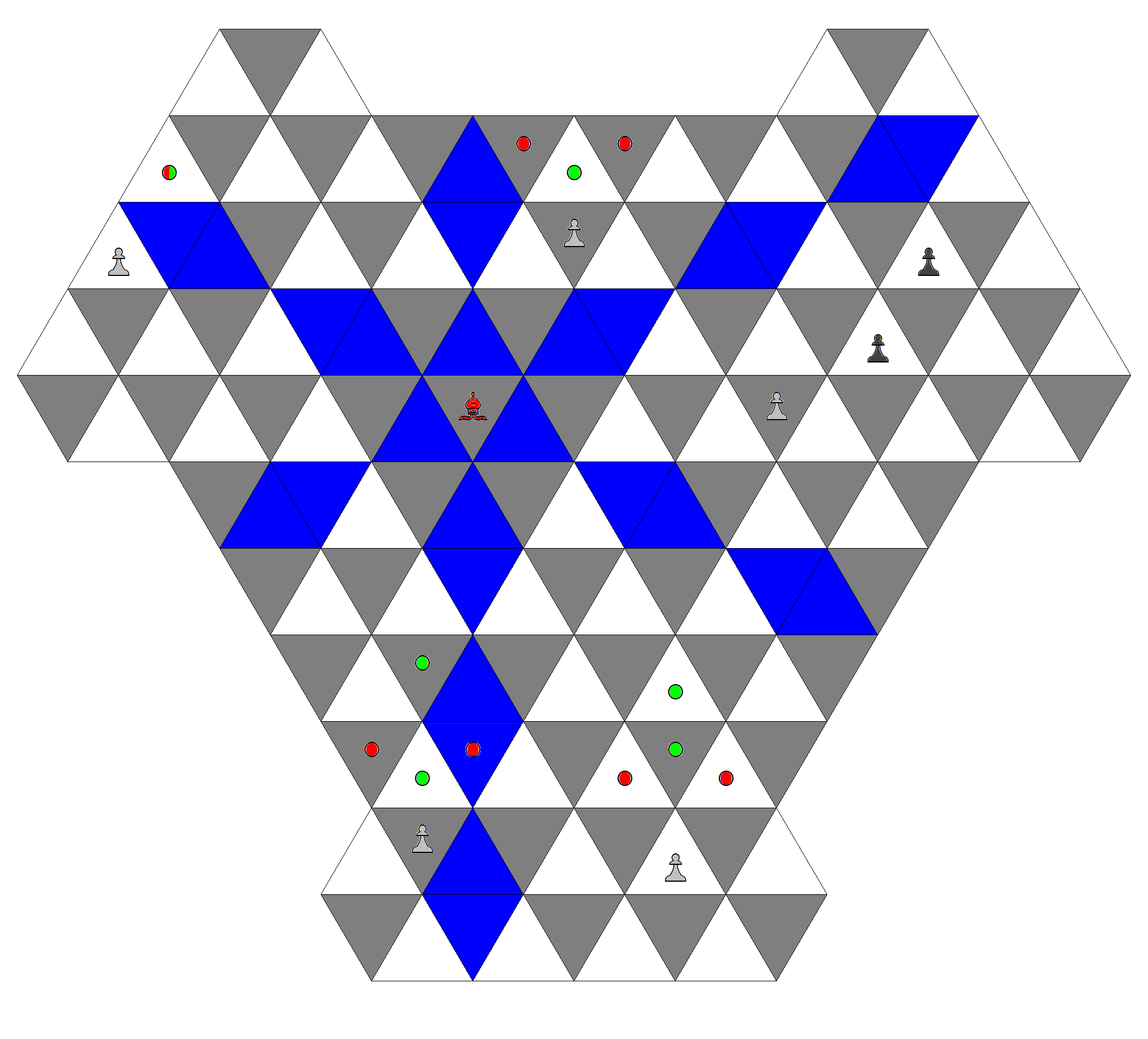
Tri-Chess für drei Spieler: Bauern und Läufer
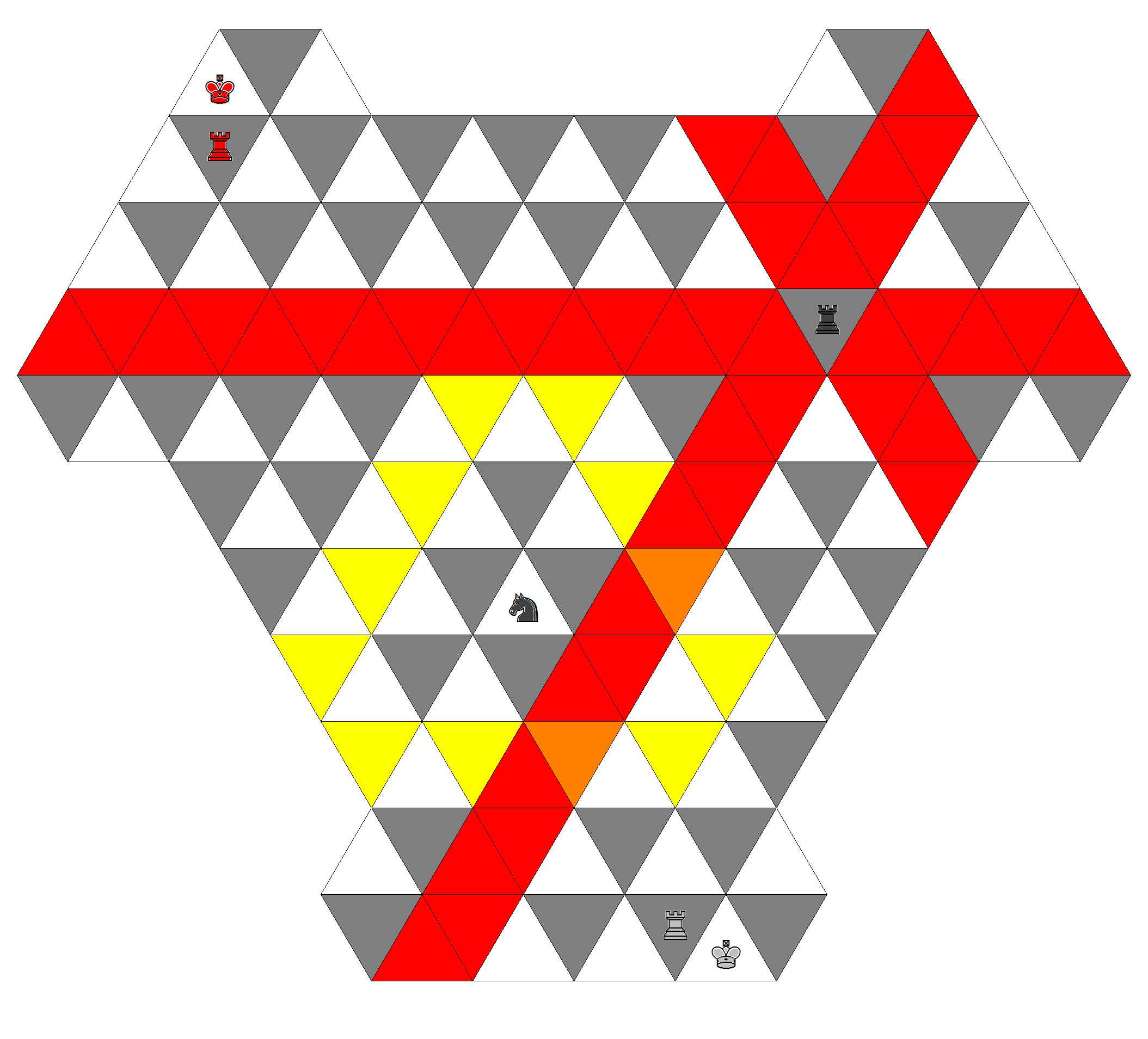
Tri-Chess für drei Spieler: Turm, König, Rochaden: rot kanzlerseitig, weiß kardinalseitig

#### Tri-Chess für zwei Spieler
Tri-Chess für zwei ist eine Variation des Triangular Chess, die von Dekle im selben Jahr wie das Triangular Chess entwickelt wurde. Das Spiel benutzt Feld und Figurensatz, Grundstellung und Regeln des Triangular Chess, mit Ausnahme der erweiterten Bewegungen der Figuren. Nur Bauern und Springer ziehen wie im Triangular Chess.
- Der Läufer bewegt sich in alle sechs Richtungen senkrecht zu den Außenkanten des Spielfeldes. Er kann dabei die Farbe des Feldes wechseln. Diese Züge werden als diagonal klassifiziert.
- Der Turm bewegt sich in sechs Richtungen entlang der Linien oder Reihen.
- Der König im Tri-Chess zieht entweder einen Schritt wie der Läufer oder zwei Felder weit wie der Turm.
- Die Dame zieht wahlweise wie der Turm oder der Läufer.

#### Tri-Chess für drei Spieler
Tri-Chess ist auch der Name einer Schachvariante für drei Spieler, die von George R. Dekle Senior 1986 erfunden wurde. Das Spielbrett umfasst 150 dreieckige Felder. Jeder Spieler hat die Spielfiguren des Standard-Schachs, mit einem Bauern mehr, aber ohne Dame, stattdessen zusätzlich mit Marschall (bzw. Kanzler = Turm plus Springer) und Kardinal (alias Janus = Läufer plus Springer).
Weiß zieht an, im Uhrzeigersinn wird gezogen. Wird ein Spieler Matt oder Patt gesetzt, wird dessen König vom Spielfeld entfernt, die verbliebenen Figuren gehen an den matt- bzw. pattsetzenden Spieler. Die Bauern der übernommenen Armeen verändern ihre Zugrichtungen (zum Verwandlungsfeld) nicht. Der letzte verbliebene Spieler gewinnt die Partie.
- Der Läufer bewegt sich wie der Läufer in der Zwei-Spieler-Variante, in sechs Richtungen.
- Der Turm bewegt sich entlang der Linien bzw. Reihen, wie in der Zwei-Spieler-Variante, in sechs Richtungen.
- Ein Springer bewegt sich wie folgt: zwei Felder wie ein Läufer, dann ein Feld wie ein Turm in orthogonaler Richtung. Dazwischenstehende Figuren werden übersprungen.
- Der Marschall bzw. Kanzler zieht wie ein Turm oder Läufer. Der Kardinal bzw. Janus zieht wie ein Läufer oder Springer.
- Der König zieht entweder einen Schritt wie der Läufer oder zwei Felder weit wie der Turm. Der König rochiert drei Felder weit entweder „kanzlerseitig“ oder „kardinalseitig“.
- Bauern bewegen sich einen Schritt geradeaus nach vorn, egal ob über eine Ecke oder senkrecht über eine Kante. Aus der Ausgangsstellung heraus kann der Bauer zwei Felder weit geradeaus ziehen. Bauern schlagen auf die zu ihren Ausgangsfeldern schräg vor ihnen liegenden gleichfarbigen Felder bzw. bieten dorthin Schach. Erreicht ein Bauer eine Feldkante, die kein Geradeausziehen mehr ermöglicht, bewegt er sich schrittweise weiter bis zur gegnerischen Grundlinie, als ob er schlägt, auch wenn er nur zieht.

### Narrenschach / Jester‘s Game
Das Spielbrett umfasst genau einhundert Felder. Jeder Spieler hat zu Beginn den Standardsatz an Figuren, dazu einen Extra-Bauern und den namensgebenden „Jester“ (=Hofnarr). Die Notation erfolgt wie beim Noris-Schach waagerecht zu einer Brettkante über Ziffern und senkrecht dazu über Buchstaben.

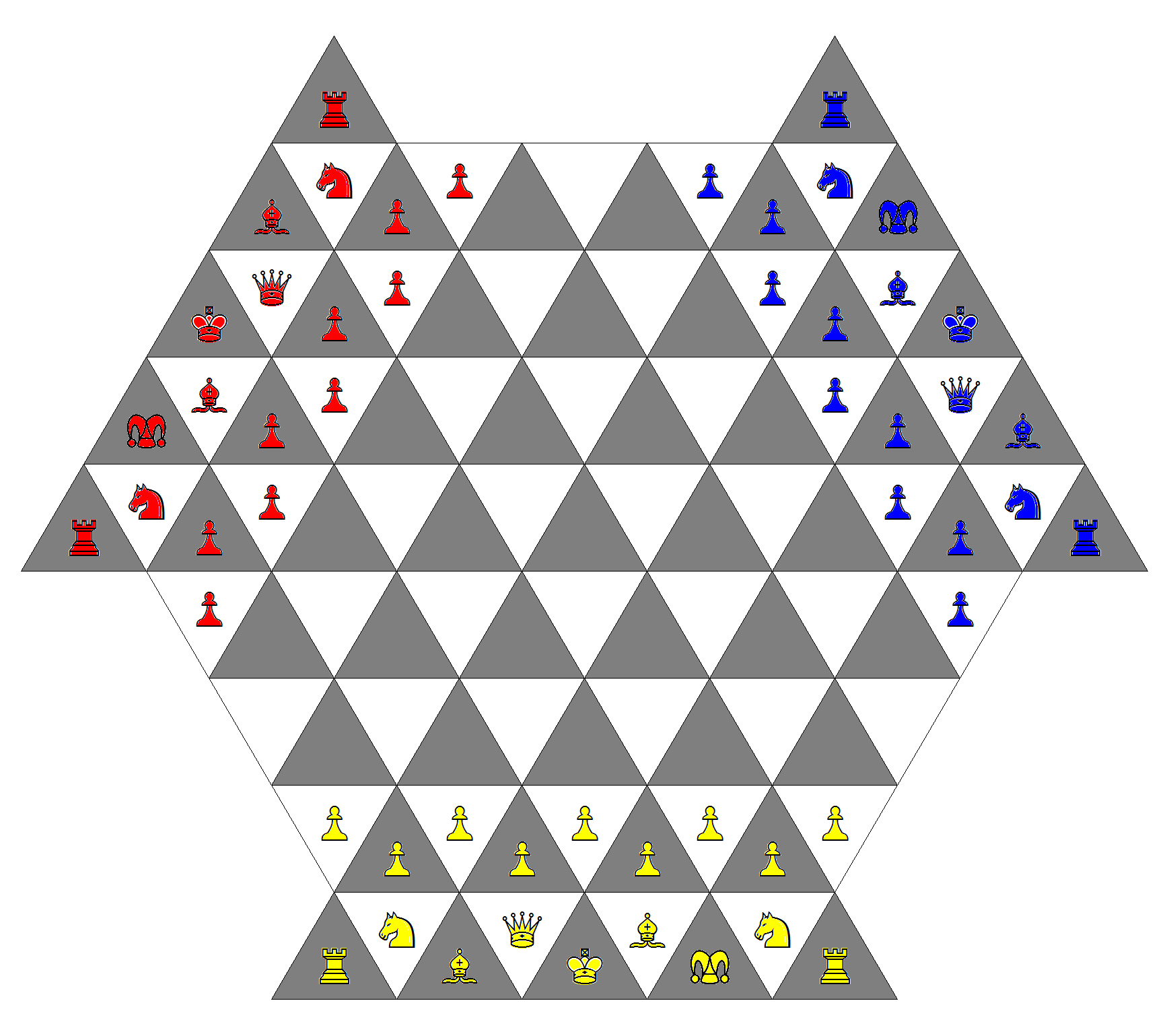
Jester’s Game: Ausgangsstellung
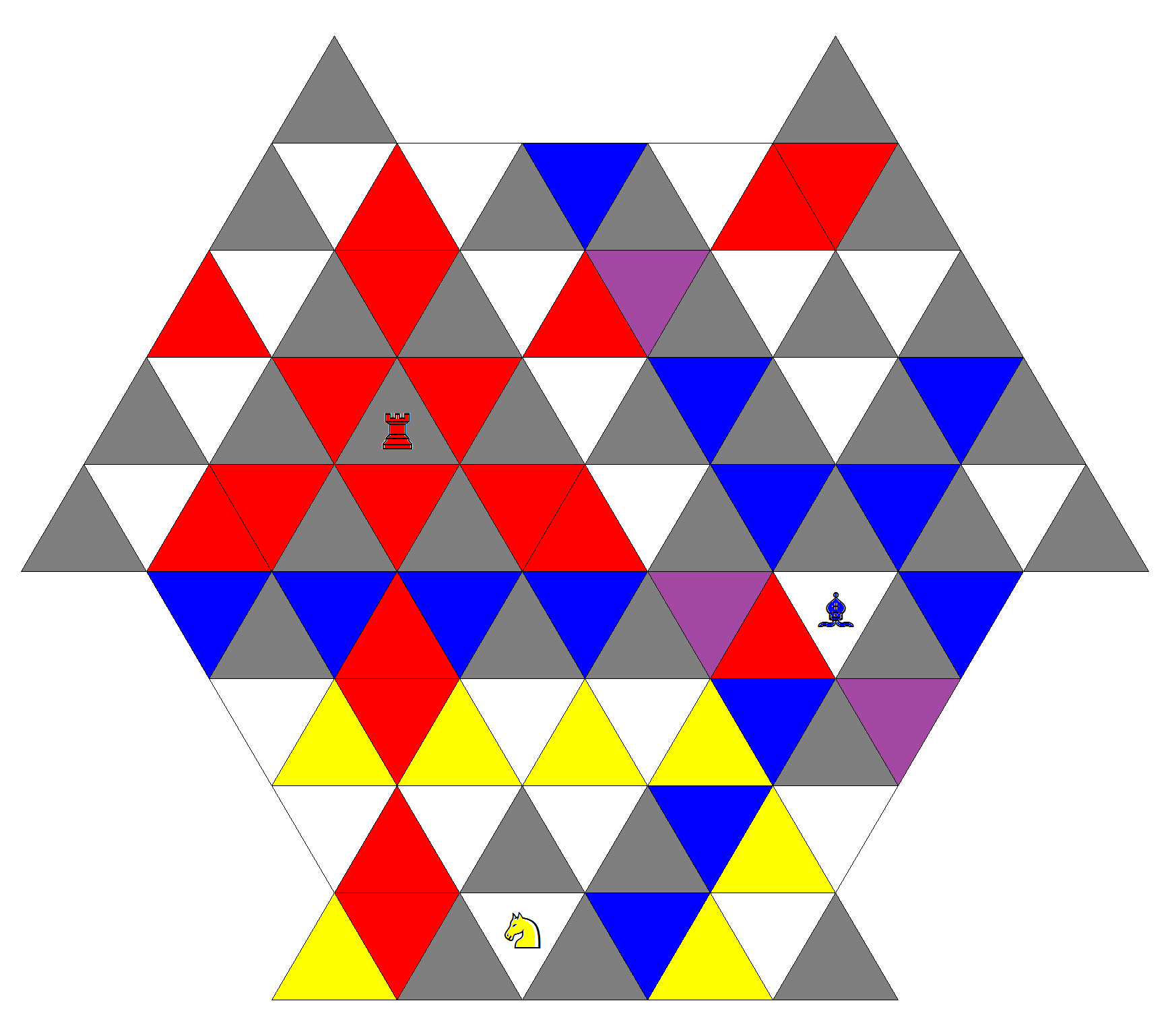
Jester’s Game: Züge von Springer, Turm, Läufer
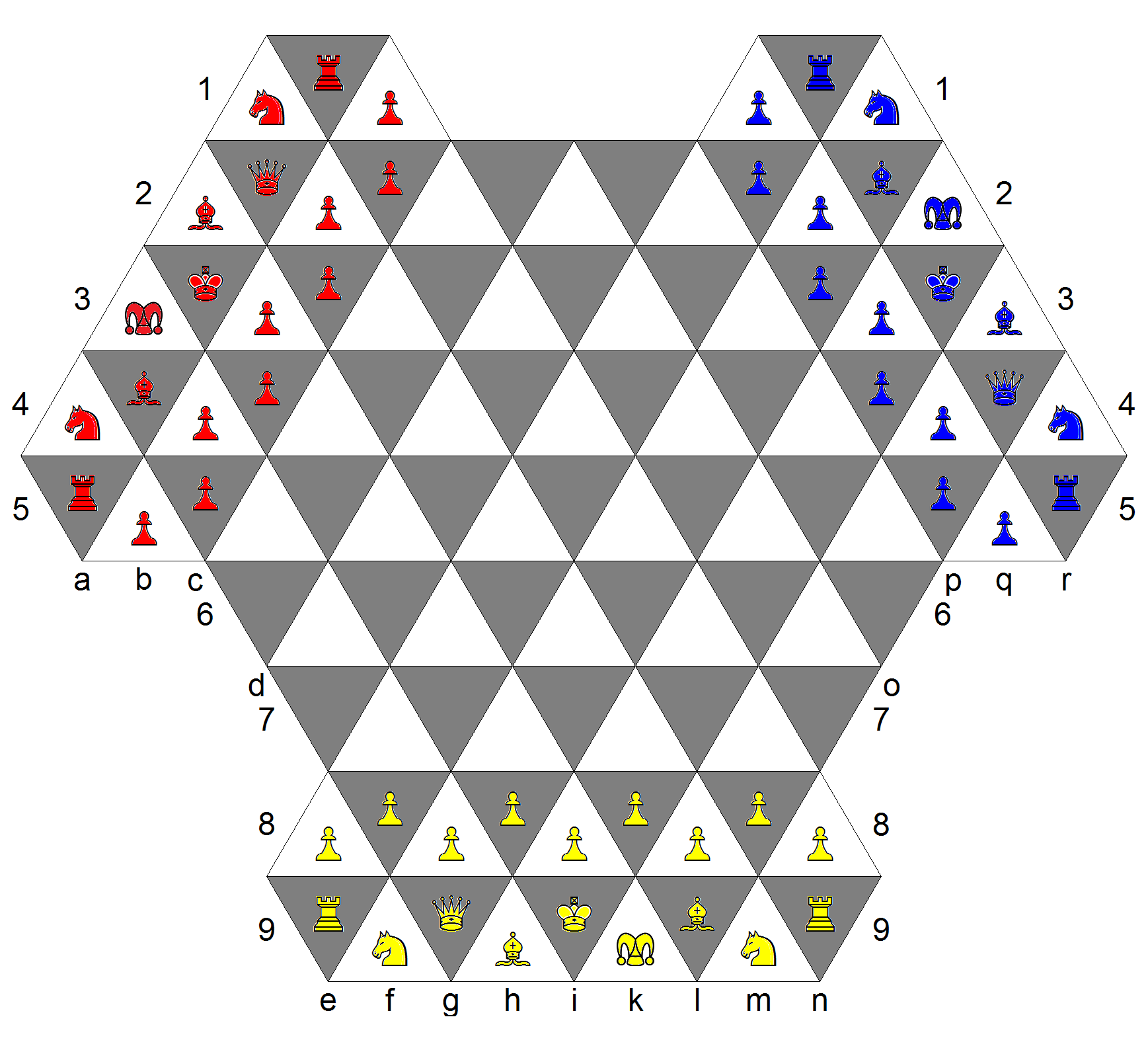
Noris-Schach: Ausgangsstellung

#### Die Figuren
Aus den beiden Grundzügen (Schritten) von Läufer und Turm leiten sich alle Züge der Figuren ab. Der Läufer zieht in gerader Linie jeweils auf das nächstgelegene Feld der Farbe, das an eine Ecke seines jeweiligen Standfeldes anstößt, und immer geradlinig weiter, er ist an seine jeweilige Feldfarbe gebunden. Der Turm wechselt bei jedem Schritt immer die Feldfarbe. Diese Figuren können sich soweit bewegen, bis einer von ihnen auf eine eigene oder gegnerische Figur trifft. Letztere können sie schlagen.
Die Dame bewegt wahlweise sich wie Läufer oder Turm.
Der Springer und der Jester sind die einzigen Figuren, die eigene oder gegnerische Figuren überspringen dürfen. Der Springer bewegt sich je einen Schritt wie der Turm und einen Schritt wie der Läufer (oder umgekehrt). Der Springer wechselt beim Ziehen immer die Feldfarbe. Befindet sich eine gegnerische Figur auf dem Zielfeld, so kann diese geschlagen werden.
Der Jester, der Hofnarr, vereint auf sich die Spielzüge von Läufer, Turm und Springer. Er ist jedoch im Spiel die einzige Figur, die passiv ist, er kann nicht schlagen! Er selbst kann jedoch geschlagen werden, wenn er von zwei Gegnern gleichzeitig bedroht wird. Die ihn schlagende Figur opfert sich jedoch selbst, sie verlässt mit dem Jester das Spielfeld.
Der König zieht und schlägt wie die Dame, er kann sich nur immer ein Feld (einen Schritt) weit von seinem Ausgangsfeld entfernen. Er kann durch die Zugrichtungen von Türmen (und selbstverständlich Läufern) hindurch ziehen, ohne dabei im Schach zu stehen!
Der Bauer zieht gerade und schlägt schräg nach vorn, nie nach hinten oder seitwärts. Der Bauer kann mit einem Zug sich immer nur ein Feld weit bewegen, ausgenommen ist der erste Zug aus seiner Aufstellungsreihe heraus. Hier kann er sich ein oder zwei Züge weit bewegen, über zwei Felder weit kann er jedoch nicht schlagen. Ein Bauer, der den Doppelzug ausgeführt hat, kann en passant geschlagen werden. Da der Bauer bei einem geraden Zug nicht schlagen darf, kann er von anderen Figuren blockiert werden. Darüber hinaus gibt es ein Feld, das er nur durch Schlagen verlassen kann. Das Schlagen wird vom Bauern immer schräg ausgeführt. Ein Schlagen parallel zur Aufstellungsreihe ist erst dann möglich, wenn die Schlagrichtung in Richtung einer generischen Aufstellungsreihe (Bauernaufstellung) führt. Dann erst kann nach rechts oder links geschlagen werden. Die Bauernumwandlung erfolgt, wenn ein Bauer die hintere Aufstellungsreihe des Königs eines Gegners erreicht hat. Er kann dann in eine Dame, einen Springer oder einen Jester umgewandelt werden.

#### Rochade
Es gelten für die Rochade folgende Regeln:
1. Der König und der betreffende Turm dürfen noch nicht gezogen haben.
2. Die Felder zwischen König und Turm dürfen nicht durch eigene oder fremde Figuren besetzt sein.
3. Der König darf nicht durch „Schach“ bedroht sein.
4. Der König darf kein Feld überschreiten, welches von einer gegnerischen Figur bedroht ist.
5. Der König darf sich durch die Rochade nicht in ein „Schach“ begeben.
Die Rochade ist jedoch im Gegensatz zum Standard-Schach zulässig, wenn der Turm bedroht ist oder wenn dieser ein Feld überschreitet, welches von einer gegnerischen Figur bedroht ist.

#### Spielverlauf
Gezogen wird im Uhrzeigersinn. Die gelbe Partei startet mit dem ersten Zug. Ziel eines jeden Spielers ist, einen seiner Gegner in eine Mattsituation zu bringen. Dabei muss er verhindern, dass ein anderer Mitspieler eine Mattsituation herbeiführen kann.
Schachmatt: Ein König ist unter den üblichen Bedingungen „schachmatt“. Der dritte Spieler kann hier nicht eingreifen:
Wenn z. B. Gelb dem blauen König „Schach“ bietet und Blau dieser Situation nicht ausweichen kann, dann ist Blau „schachmatt“ (auch wenn Rot im nächsten Zug eingreifen könnte). Eine „Befreiung“ des mattgesetzten Königs durch die übernächste nachziehende Partei ist also nicht möglich.
Gelingt es nicht, die Bedrohung abzuwehren, ohne dass einer der anderen Könige dadurch unmittelbar geschlagen werden könnte, so ist der befreiende Zug nicht erlaubt. Eine Abwehr ist dann nicht möglich. „Schachmatt“ beendet das Spiel sofort.

#### Spielbewertung
Jester´s Game hat einen Gewinner und zwei gleichwertige Verlierer. Wenn ein König „schachmatt“ ist, so gewinnt der Spieler, der zuletzt „Schach“ geboten hat. Die beiden anderen Spieler haben das Spiel verloren: der eine, weil er der Mattsituation nicht entkommen konnte, und der andere, weil er nicht mattgesetzt hat. Die beschriebene Punkteverteilung basiert auf einer Online-Berechnung.
Der Sieger:
Wer seinen linken Gegner besiegt, erhält 2 Punkte.
Wer seinen rechten Gegner besiegt, erhält 3 Punkte, weil der etwas schwieriger zu besiegen ist.
Erfolgt der Sieg durch ein Doppelmatt, so erhält er 10 Punkte.
Die Verlierer:
Beiden Verlierern wird je 1 Punkt abgezogen.
Das Remis:
Endet die Partie unentschieden, so erhält jeder Spieler 1 Punkt.
Remis & Patt:
Die Partie ist unentschieden, wenn das Remisangebot der beiden anderen Spieler angenommen wird oder wenn ein König im Patt steht, d. h., wenn der König einer im Zug befindlichen Partei nicht im Schach steht, aber mit keiner Figur mehr ziehen kann, ohne dadurch mit seinem König in ein Schach zu geraten. Ein Unentschieden ist auch dann erreicht, wenn ein König nur noch seinen Jester besitzt und es den Gegnern ab diesem Zeitpunkt nicht gelingt, ihn binnen 10 Zügen Matt zu setzen. Die Partie ist dann mit dem 11. Zug Remis.
Der Vorgänger des Jester’s Game, das Noris-Schach, wird bei gleichem Figurensatz auf einem kleineren Spielbrett mit doppelt so großen externen Aufstellungsarealen gespielt. Das Spielfeld erinnert mit seinen Ausgangsreihen an das Tri-Chess für drei Mitspieler. Eine weitere Besonderheit des Noris-Schachs besteht in der Notation: neun Ziffern und die Buchstaben von A bis R ergeben ein orthogonales Koordinatensystem, im Gegensatz zur Notation des Tri-Chess mit drei Koordinaten.

### Weitere Varianten
Mindestens eine weitere, hier nicht beschriebene Variante ist dem japanischen Shogi nachempfunden. Nebenher gibt es auch noch einige Varianten, die auf dreieckigen Brettern gespielt werden (alle ohne Abbildung). Abgesehen von der tiefen Staffelung der Figuren in der Ausgangsstellung weisen diese Varianten keine Besonderheiten im Vergleich zu den vorgestellten auf.